# ورم وعائي كبدي
الورم الوعائي الكبدي هو ورم حميد في الكبد يتكون من خلايا بطانية الكبد. وهو أكثر أورام الكبد الحميدة شيوعًا، وعادة ما يكون بدون أعراض ويتم تشخيصه بالصدفة في التصوير الإشعاعي. يُعتقد أن أورام الكبد الوعائية خلقيّة في الأصل. توجد عدة أنواع فرعية، بما في ذلك الورم الوعائي الكبدي العملاق، والذي يمكن أن يسبب مضاعفات كبيرة.

## تشخيص
تكون أورام الكبد الوعائية عادةً مفرطة الصدى في الموجات فوق الصوتية على الرغم من أنها قد تكون أحيانًا ناقصة الصدى ؛ الموجات فوق الصوتية ليست تشخيصية. يعد التصوير المقطعي المحوسب (CT)، التصوير بالرنين المغناطيسي (MRI) أو التصوير المقطعي المحوسب بإصدار فوتون واحد (SPECT) باستخدام خلايا الدم الحمراء المسمى ذاتيًا (RBC) مع Tc-99m تشخيصًا. يتم تجنب الخزعة بسبب خطر النزيف.
يمكن أن تحدث الأورام الوعائية الكبدية كجزء من متلازمة إكلينيكية، على سبيل المثال متلازمة كليبل-ترينوناي-ويبر ومتلازمة أوسلر-ويبر-ريندو ومتلازمة فون هيبل لينداو.

### أنواع
- ورم وعائي كبدي نموذجي
- ورم وعائي كبدي غير نمطي
  - ورم وعائي كبدي عملاق
  - الورم الوعائي الكبدي المملوء بالفلاش - يمكن أن يمثل ما يصل إلى 16% من جميع الأورام الوعائية الكبدية
  - ورم وعائي كبدي متكلس
  - ورم وعائي كبدي هيالين
  - أنماط التصوير الأخرى غير العادية
    - ورم وعائي كبدي مع تراجع المحفظة
    - ورم وعائي كبدي مع تضخم عقدي إقليمي محيط
    - ورم وعائي كبدي مع ارتشاح دهني
    - ورم وعائي كبدي معنوق
    - ورم وعائي كبدي كيسي - نادر
    - مستوى السائل والسائل الذي يحتوي على ورم وعائي كبدي - نادر

### ورم وعائي كبدي عملاق
قد يظهر هذا الورم الوعائي الكبير غير النمطي في الكبد مع ألم في البطن أو الامتلاء بسبب نزيف أو تخثر أو تأثير جماعي. قد يؤدي أيضًا إلى زيادة حجم البطين الأيسر وفشل القلب بسبب زيادة النتاج القلبي الذي يسببه. ومن المضاعفات الأخرى متلازمة كاساباش ميريت، وهي شكل من أشكال اعتلال التخثر الاستهلاكي بسبب قلة الصفيحات، والتمزق.

## متابعة التصوير
من الممارسات المتبعة في الولايات المتحدة إجراء تصوير الكبد بالموجات فوق الصوتية في عمر 6 أشهر و 12 شهرًا بعد التشخيص الأولي، وإذا لم يزداد الحجم، فليس من الضروري إجراء مزيد من المتابعة. الحالات الخاصة التي قد تشير إلى التصوير هي:
- ظهور جديد لآلام في البطن
- بدء العلاج بالإستروجين
- حمل
- الأورام الوعائية التي يزيد حجمها عن 10 سم، حيث قد يكون من المناسب إجراء متابعة بالموجات فوق الصوتية سنويًا.